# جشنواره طوبی
جشنواره بین‌المللی فرهنگی هنری طوبی که به تولیت جامعه المصطفی العالمیه در دو دوره گذشته در سال‌های ۱۳۸۴ و ۱۳۸۶ برگزار شده است؛ در سال ۱۳۸۸ نیز به منظور شناسایی و معرفی و تجلیل از استعدادهای فرهنگی، هنری و تبلیغی طلاب و فضلا و دانشجویان غیرایرانی و خانواده‌های محترم آنان و تشکل‌های فرهنگی، برگزار شد. 

## اهداف
1. تکریم و تجلیل صاحبان هنر و اندیشة غیرایرانی
2. شناسایی و معرفی استعدادها و توانمندی‌های فرهنگی و هنری طلاب غیرایرانی
3. افزایش کارآمدی طلاب غیرایرانی در فرهنگ تبلیغ
4. پررنگ‌تر نمودن مهارت‌های فرهنگی، هنری و رسانه‌ای در میان مخاطبان.

## بخش‌های جشنواره
ادبیات: شعر، داستان بلند، داستان کوتاه
هنرهای نمایشی: فیلم‌نامه، نمایشنامه، فیلم داستانی، فیلم مستند، پویانمایی، نماهنگ، دوبله
هنرهای تجسمی: طراحی، نقاشی، گرافیک (پوستر)، خوشنویسی، عکس، نگارگری (تذهیب، مینیاتور)، کاریکاتور.
نشریات: ادواری، گاهنامه، دیواری.
پایگاه‌های اطلاع‌رسانی: وب‌سایت، وبلاگ، نرم‌افزار.
رسانه‌های شفاهی: خطابه و منبر، کلاس‌داری، مناظره.
مدیریت فرهنگی: تشکل‌ها، سازمان‌های مردم نهاد (NGO)

## مقام آوران طوبی
یکی از طلابی که در تمامی دوره های این جشنواره در رشته های مختلف شرکت کرده سید زهیر مجاهد است، سید زهیر مجاهد توانست در دوره ی قبل مقام اول در رشته ی گرافیک- طراحی پوستر را از آن خود کند، وی عکس کودک افغان را که خود ثبت کرده بود را در پس زمینه قرار داد و با جمله: کودکان ما به آرامش نیاز دارند، روز جهانی کودک را یادآوری کرد.
وی علاوه بر مقام اول گرافیک در رشته فیلمسازی با فیلم کوتاه "عمامه" مقام دوم این جشنواره را کسب نمود
در حال حاضر ایشان با ساخت مستندی با عنوان " صدف شکسته " با موضوع حجاب در کشور افغانستان برای جشنواره جدید آماده می شود.